# О’Брайан, Патрик
Па́трик О’Бра́йан (англ. Patrick O’Brian), урожд. Ри́чард Па́трик Расс (Richard Patrick Russ; 12 декабря 1914 года — 2 января 2000 года) — английский писатель и переводчик. Автор 20-томной эпопеи о капитане Джеке Обри и докторе Стивене Мэтьюрине, биограф Джозефа Бэнкса и Пикассо. Перевёл с французского на английский множество трудов, среди которых романы и мемуары Симоны Де Бовуар и первый том биографии де Голля пера Жана Лякутюра. В 1995 году он первым получил награду Хэйвуд Хилл за вклад в литературу. В том же году он был награждён орденом Британской империи. В 1997 году ему было присвоено звание почётного доктора литературы Тринити-Колледжа в Дублине.
По мотивам произведений его цикла о Джеке Обри и Стивене Мэтьюрине снят фильм «Хозяин морей: На краю Земли».

## Биография

### Детство, начало карьеры и первый брак
Ричард Патрик Расс родился 12 декабря 1914 года в деревне Чалфонт Сент-Питер в графстве Бакингемшир в семье врача немецкого происхождения и англичанки ирландского происхождения. Будучи восьмым из девяти детей, он остался без матери в возрасте трёх лет. Биографы отмечают его крайне изолированное детство, с нерегулярной учёбой в школе и продолжительными периодами, проведёнными дома с отцом и мачехой, в течение которых и началась его карьера писателя. В 1934 году он в течение короткого времени учился на пилота Королевских ВВС, но без особого успеха. К 1935 году он уже находился в Лондоне, где и женился в 1936 году на своей первой жене, Элизабет. У них было двое детей; их младший ребёнок, дочь, страдала от расщепления позвоночника и умерла в 1942 году в возрасте трёх лет, хотя к этому времени Патрик уже ушёл из семьи, проживавшей в их отдалённом загородном домике, и вернулся в Лондон, где и проработал в течение всей войны. Комментаторы, в числе которых Дин Кинг, утверждали, что в период войны О’Брайан был вовлечён в работу разведки и даже, возможно, принимал участие в спецоперациях за рубежом. 
Говорилось, что именно приобретённые им тогда знания позволили возникнуть близкому ему по характеру персонажу Стивену Мэтьюрину, разведчику. Однако пасынок О’Брайана Николай Толстой с этим не согласен, хотя и подтверждает, что во время бомбардировок Лондона германской авиацией он работал добровольным водителем кареты скорой помощи, благодаря чему и познакомился с Мэри, бывшей женой знатного по происхождению юриста-россиянина графа Дмитрия Толстого. Они прожили вместе до конца войны и, после того как оба развелись со своими прежними супругами, поженились в июле 1945 года. В следующем месяце он изменил имя на Патрик О’Брайан.

### Второй брак и новая карьера
В промежутке между 1946 и 1949 годами О’Брайаны проживали в Кройсоре, отдалённой долине на севере Уэльса, где они поначалу снимали дом у валлийского архитектора сэра Клафа Уильямс-Эллиса. Здесь О’Брайан получил возможность заниматься естествознанием; он рыбачил, наблюдал за птицами, а также принимал участие в местных охотах. Всё это время они жили на небольшой доход Мэри О’Брайан и скудный доход от писательской деятельности О’Брайана.
Сельская местность и люди из глубинки дали вдохновение для многих рассказов, написанных им в то время, а также благосклонно принятого критиками романа «Доказательства» (1952), действие которого происходит в тонко замаскированном Кройсоре. В 1949 году О’Брайан и Мэри переехали в Кольюр, каталонский город на юге Франции. За следующие четыре десятилетия он усовершенствовал своё мастерство, его литературная репутация в Великобритании понемногу росла, кроме того он стал признанным переводчиком работ французских авторов на английский язык. В начале 1990-х серия книг об Обри-Мэтьюрине была успешно перезапущена на американском рынке. Получив признание критиков, она резко увеличив продажи книг О’Брайана и принесла ему известность не только в Великобритании, но и в США. В 1995 году писателю была присуждена самая первая литературная премия Хэйвуд Хилл за все его литературные произведения, а в 1997 году О’Брайан был удостоен звания Командора Ордена Британской империи. Он и Мэри прожили вместе в Кольюре до самой её смерти в 1998 году, но писатель продолжил работу над своими военно-морскими романами, проведя зиму 1998—1999 годов в дублинском Тринити-колледже, который удостоил его в 1997 году почётной докторской степени.

### Споры в СМИ в последние годы жизни
О’Брайан отчаянно защищал свою частную жизнь и отказывался раскрывать любые подробности о ней и о своём прошлом. Он предпочитал не публиковать биографических сведений о себе на обложках своих книг и предоставлял только самый минимум личной информации, когда по-другому не получалось. На протяжении многих лет обозреватели и журналисты считали его ирландцем, а он не предпринимал никаких шагов, чтобы исправить эту неточность. В 1998 году в документальном фильме Би-би-си, снятом по следам опубликованного газетой «Дэйли Телеграф» журналистского расследования, были озвучены факты о его происхождении, его настоящее имя и сведения о первом браке, что вызвало огромное количество критических комментариев в прессе. В своём введении к биографии О’Брайана его ранее упомянутый пасынок и историк Николай Толстой утверждает, что смог дать более точное и сбалансированное повествование о характере, поступках и мотивах своего покойного отчима, в особенности в том, что касается его первого брака и первой семьи.
Патрик О’Брайан умер в январе 2000 года во время пребывания в Дублине. Его тело было возвращено в Кольюр, где он был похоронен рядом со своей женой.

### Внесерийные романы
- Caesar (1930)
- Hussein (1938)
- Testimonies (1952) (Three Bear Witness)
- The Catalans (1953) (The Frozen Flame)
- The Road to Samarcand (1954)
- The Golden Ocean (1956)
- The Unknown Shore (1959)
- Richard Temple (1962)

### Сборники рассказов
- Beasts Royal (1934)
- The Last Pool and Other Stories (1950)
- The Walker and Other Stories (1955)
- Lying in the Sun and Other Stories (1956)
- The Chian Wine and Other Stories (1974)
- Collected Short Stories (1994; The Rendezvous and Other Stories)

### Биографии
- Men-of-War: Life in Nelson’s Navy (1974).
- Picasso (1976).
- Joseph Banks: A Life (1987)